# Agonália

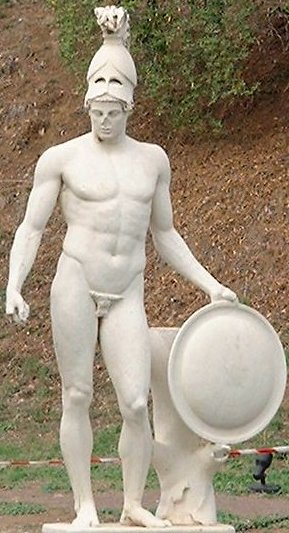
Estátua do deus Marte, Tivoli.

Agonália ou Agonia foi uma observância religiosa obscura celebrada na Roma Antiga várias vezes ao ano, em honra a vários divindades. Sua instituição, como de outros ritos e cerimônias religiosas, foi atribuída a Numa Pompílio, o semi-lendário segundo rei de Roma. Calendários antigos indicam que foi celebrado regularmente em 9 de janeiro, 21 de março e 11 de dezembro.
Um festival chamado Agônia ou Agônio Marcial (Agonium Martiale), em honra a Marte, foi celebrado em 17 de março, o mesmo dia da Liberália, durante um  prolongado "festival de guerra" que marcava o começo da temporada das campanhas militares e agrícolas.

## Objetivo
O objetivo deste festival foi um ponto disputado entre os antigos, mas como J. A. Hartung observou, a oferenda foi um carneiro, a vítima usual em sacrifícios aos deuses guardiões do Estado. O sacerdote que presidiu o evento foi o rei das coisas sagradas (rex sacrorum), e o local foi a Régia, ambos os quais poderiam ser utilizados apenas para cerimônias conectadas com os mais elevados deuses que afetara o bem-estar de todo o Estado.

## Etimologia
A etimologia do nome também foi um assunto muito controverso entre os antigos. As várias etimologias propostas foram dadas em comprimento por Ovídio. Nenhum deles, no entanto, é satisfatório. Uma possibilidade é que o sacrifício em sua forma mais antiga foi oferecido no monte Quirinal, que foi originalmente chamado Agono (Agonus), na Porta Colina. O sacrifício é explicavelmente localizado na Régia, ou a "casa do rei" (domus regis), que no período histórico estava no topo da via Sacra, próximo do arco de Tito.
O circo agonense (circus agonensis), como é chamado, é suporto por alguns ter ocupado o lugar da atual da Praça Navona, e de ter sido construído pelo imperador Alexandre Severo no local onde as vítimas foram sacrificadas no Agonália. Não pode, contudo, ter sido um circo em tudo, e Humphrey omite o local em seu trabalho nos circos romanos.

## Celebrações
Um Agonio (Agonium) ocorrem em 9 de janeiro nos Fastos Prenestinos, embora de forma mutilada. No poema de Ovídio, no calendário romano, que ele chama uma vez o "dia agonal" (dies agonalis) e em outros lugares de Agonália, e oferece um número de etimologias de variada plausibilidade. Festo explica a palavra agonia como um termo latino arcaico para um hóstia (hostia), a vítima sacrificial. Agostinho de Hipona pensava que os romanos tinham um deus chamado Agônio (Agonius), que poderia, então, ter sido o deus da parte colina da cidade.
A terceira ocorrência da Agonália foi em 11 de dezembro como o Septimôncio, que só calendários romanos tardios tomaram nota e que dependem de uma conjectura textual. A relação entre as duas observâncias, se existir alguma, é desconhecido.
A agonia de Marte ocorreu durante um período de festas em março, o mesmo homônimo de Marte. Estas foram as corridas de biga da Equírria de 27 de fevereiro, um feria no calendas de março (um dia sagrado também para sua mãe Juno), um segundo Equírria em 14 de março, seu Agonália em 17 de março, e um tubilústrio em 23 de março.
Uma nota sobre o feriado de Varrão indica que este agonia foi de significado mais recôndito do que a Liberália realizada no mesmo dia. A fonte de Varrão são os livros dos sacerdotes sálios (salii) apelidados agonenses (agonensis), que chamavam-na de agonia como em vez disso. De acordo com Masúrio Sabino, a Liberália foi chamada Agônio Marcial (Agonius Martiale) pelos pontífices. Os estudiosos modernos estão inclinados a pensar que a partilha da data foi uma coincidência, e que os dois festivais não foram relacionados.